# Nahunta (Géorgie)
Pour les articles homonymes, voir Nahunta.
Nahunta est une ville de Géorgie, aux États-Unis. Il s'agit du siège du comté de Brantley.

## Démographie
| 1930 | 1940 | 1950 | 1960 | 1970 | 1980 |
| ---- | ---- | ---- | ---- | ---- | ---- |
| 352  | 561  | 739  | 952  | 974  | 951  |

| 1990  | 2000 | 2010  | - | - | - |
| ----- | ---- | ----- | - | - | - |
| 1 049 | 930  | 1 053 | - | - | - |